# Culto à personalidade de Stalin

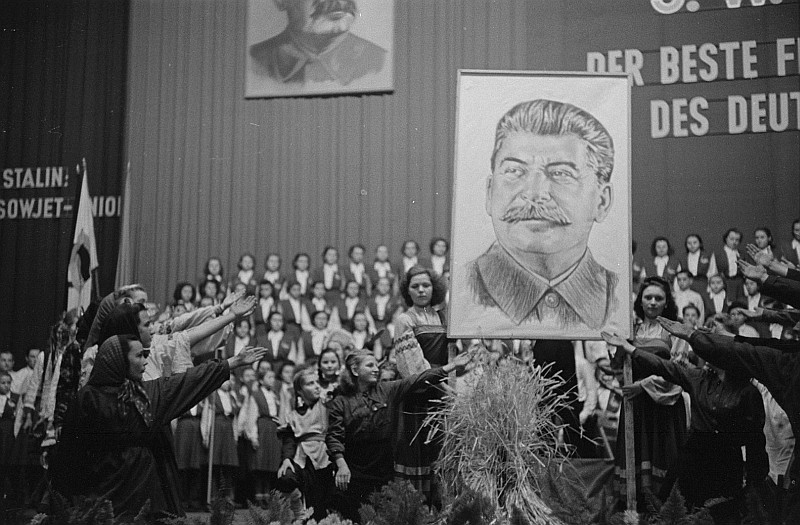
Pôster de Stalin exibido num evento em Lípsia em 1950

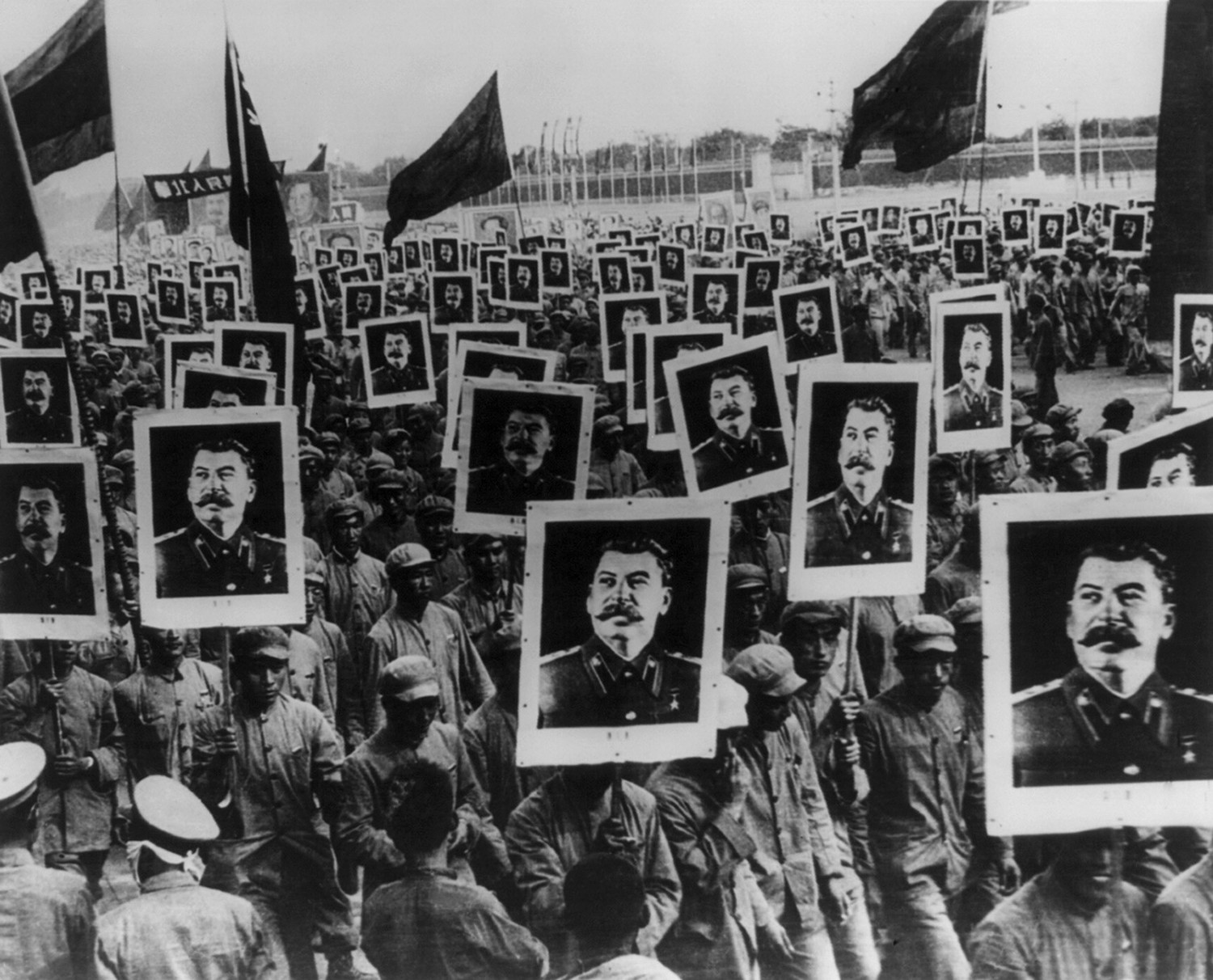
Uma celebração do aniversário de 70 anos de Stalin na República Popular da China

O culto à personalidade de Josef Stalin tornou-se parte proeminente da cultura da União Soviética a partir de dezembro de 1929, depois de uma suntuosa celebração para o aniversário de 50 anos do líder soviético. Pelo restante de seu governo, a imprensa soviética o retratou como um líder omnipotente, onisciente, cujo nome era onipresente. A partir de 1936, o jornalismo soviético começou a referir-se a ele como o "Pai das Nações".

## Imagem na propaganda e na mídia de massa

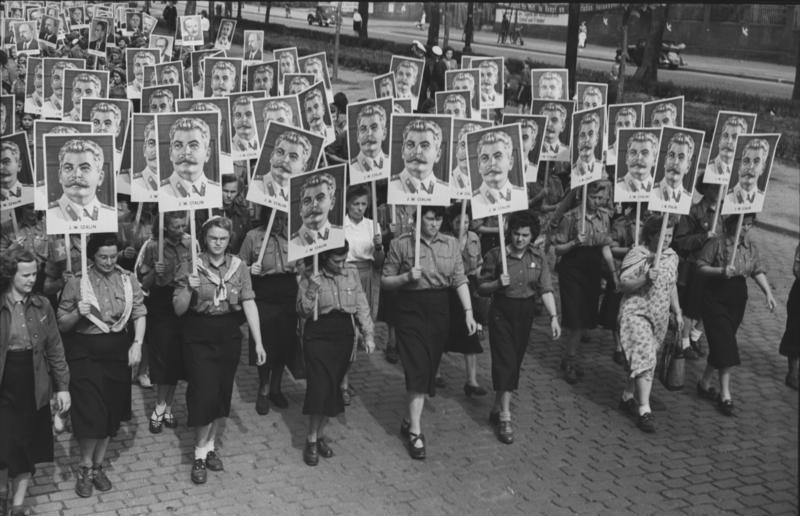
Mulheres da Juventude Livre Alemã (FDJ) levam imagens de Stalin no 3.º Festival Mundial da Juventude e dos Estudantes em Berlim Oriental

A imprensa soviética elogiava constantemente Stalin, descrevendo-o como "grande", "amado", "ousado", "sábio", "inspirador" e "gênio". Retratou-o como uma figura paterna carinhosa, porém forte, com a população soviética como suas "crianças". Interações entre Stalin e crianças tornaram-se elementos-chave do culto de personalidade. Com frequência, participava de trocas de presentes com crianças soviéticas de uma gama variada de etnias. A partir de 1935, a frase "Obrigado, Querido Camarada Stalin, por uma Infância Feliz!" começou a aparecer acima de portas em berçários, orfanatos e escolas; crianças também entoavam este slogan em festivais.
Discursos o descreviam como "Nosso Melhor Trabalhador de Kolkhoz", "Nosso Udarnik, Nosso Melhor do Melhor" e "Nosso Querido, Nossa Estrela Guia".
 Sua imagem como uma figura paterna era uma maneira pela qual os propagandistas soviéticos almejavam incorporar linguagem e símbolos religiosos tradicionais ao culta à personalidade; o título de "pai" agora pertencia, em primeiro lugar, a Stalin em vez de aos padres da Igreja Ortodoxa Russa. O culto também adaptou as tradições cristãs de procissão e devoção a ícones através do uso de desfiles stalinistas e efígies. Ao reaplicar aspectos diversos da religião ao culto à personalidade, a imprensa ambicionava afastar a devoção à igreja e redirecioná-la a Stalin.
Inicialmente, a imprensa também visava demonstrar um elo direto entre Stalin e o povo; com frequência, jornais publicavam cartas coletivas de trabalhadores rurais ou industriais elogiando o líder, assim como relatos e poemas sobre encontros com ele. Logo após a revolução de Outubro de 1917, Ivan Tovstukha esboçou uma seção biográfica que incluía proeminentemente Stalin para o Dicionário Enciclopédico Granat. Muito embora a maior parte da descrição da carreira de Stalin estivesse bastante ornamentada, ela havia agradado tanto o público que lançaram-na como um panfleto avulso de catorze páginas intitulado Josef Vissariónovitch Stalin: Uma Pequena Biografia com uma tiragem de 50 000. Contudo, estes tipos de relatos diminuíram depois da Segunda Guerra Mundial; Stalin recuou da vida pública e a imprensa passou a focar-se em contatos remotos (ou seja, relatos de recebimento de um telegrama de Stalin ou vendo o líder de longe). Outra parte proeminente de sua imagem na mídia de massa era a associação com Vladimir Lenin. A imprensa soviética afirmava que havia sido companheiro constante de Lenin enquanto este estava vivo, e que, como tal, Stalin seguia de perto os ensinamentos do antecessor e poderia continuar o legado bolchevique após sua morte. Stalin defendeu ferrenhamente a exatidão das visões de Lenin em público e, ao fazê-lo, sugeria que, como fiel seguidor do Leninismo, sua própria liderança seria igualmente irrepreensível.
Lenin não queria que Stalin o sucedesse, afirmando que "o camarada Stalin é brusco demais" e sugerindo que o partido encontrasse alguém "mais tolerante, mais leal, mais correto". Stalin não conseguiu suprimir por completo o Testamento de Lenin, sugerindo que outros o removessem de sua posição de Secretário Geral do Partido Comunista. Contudo, alguns — como o historiador Stephen Kotkin — argumentaram que estas declarações de Lenin foram, em verdade, falsificadas; elas não foram escritas ou assinadas por ele, mas supostamente faladas e anotadas. De acordo com V. Sakharov, as datas nestas partes supostamente falsificadas também contradizem as datas nos diários dos secretários e médicos de Lenin. Kotkin argumenta que os líderes do partido, tanto Stalin quanto seus opositores, sabiam que estes segmentos eram forjados e, por esta razão, eles não tiveram tanto impacto e Stalin não foi removido de seu posto, muito embora tenha oferecido a renuncia. Ele não contestou a validade da parte forjada, mas transformou-a numa arma de propaganda contra seus inimigos. A seção supostamente forjada chamava-o de "rude demais"; em resposta, Stalin admitiu e se desculpou por sua grosseria, mas disse que não podia deixar de ser rude com aqueles que prejudicavam o partido. A irmã de Lenin, Maria, também defendeu Stalin de seus oponentes no que dizia respeito a sua amizade com o irmão. Posteriormente, até a esposa de Lenin, Nadejda Krupskaia, veio à defesa de Stalin, embora tivesse, anteriormente, apoiado Zinoviev.
Depois da morte de Lenin, 500 mil cópias de uma fotografia dele e Stalin aparentemente conversando como amigos num banco apareceram por toda União Soviética. Antes de 1932, a maioria dos pôsteres de propaganda soviéticos retratavam Lenin e Stalin juntos. Esta propaganda foi adotada por Stalin, que usou a relação como arma em discursos ao proletariado, afirmando que Lenin era "o grande professor do proletariado de todas as nações" e, subsequentemente, identificando-se com os trabalhadores por sua afinidade como estudantes mútuos de Lenin. No entanto, eventualmente as duas figuras se mesclaram na imprensa soviética; Stalin tornou-se a personificação de Lenin. Inicialmente, a imprensa atribuiu todo e qualquer sucesso dentro do país à sábia liderança tanto deste quanto do outro, mas, eventualmente, Stalin sozinho tornou-se a causa reconhecida do bem-estar soviético.

## Outras exibições de devoção
Stalin tornou-se o foco da literatura, poesia, música, pintura e cinema, que exibiam uma devoção bajuladora. Um exemplo foi o "Hino a Stalin", de A. V. Avidenko:
Obrigado, Stalin. Obrigado a você porque sou feliz. Obrigado a você porque estou bem. Não importa quão velho eu fique, nunca esquecerei como recebemos Stalin dois dias atrás. Séculos passarão e as gerações vindouras considerar-nos-ão como os mais felizes dos mortais, como os mais afortunados dos homens, porque vivemos no século dos séculos, porque fomos privilegiados de ver Stalin, nosso inspirado líder [...] Tudo pertence a ti, chefe de nosso grande país. E, quando a mulher que amo der-me uma criança, a primeira palavra que ela proferirá será: Stalin...

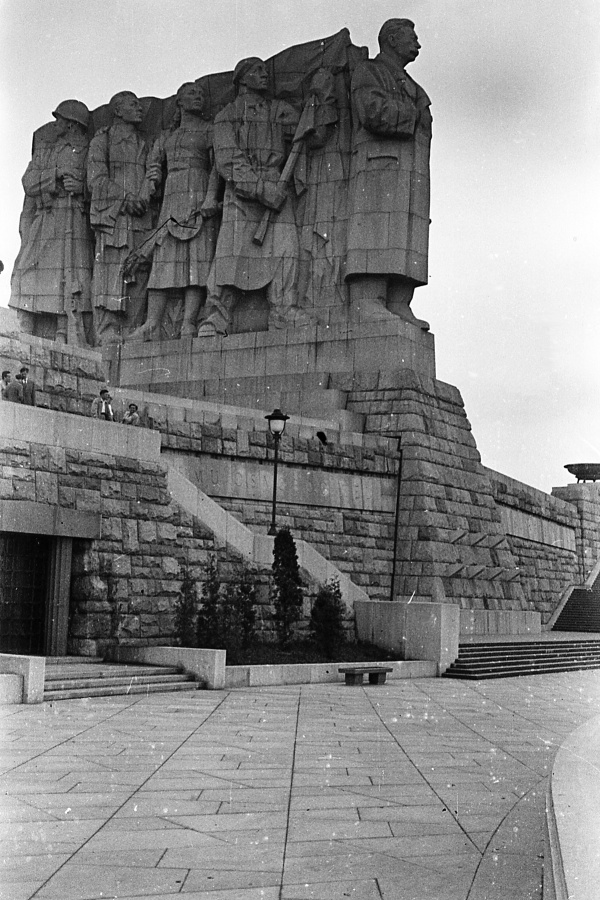
Monumento a Stalin em Praga

Inúmeras imagens e estátuas de Stalin adornavam espaços públicos. Em 1955, um monumento gigante dedicado a Stalin foi construído em Praga e permaneceu de pé até 1962. A estátua foi um presente de Praga pelo sexagésimo-nono aniversário de Stalin para comemorar "a personalidade do Sr. Stalin, sobretudo suas características ideológicas". Demorando 5 anos para ser construída, a enorme construção de 17 000 toneladas foi revelada ao público, retratando Stalin como estando a frente de um grupo de trabalhadores proletários. Estátuas de Stalin retratando-o com uma altura e físico próximos aos do Czar Alezandre III, mas evidências fotográfias sugerem que ele tinha entre 1,65 m e 1,68 m. Também apareceu arte que o tinha como tema: começando nos início dos anos 1930, muitas casas particulares traziam "salas de Stalin" dedicadas ao líder e trazendo seu retrato. Embora não fosse um uniforme oficial, líderes do partido por toda a União Soviética, como maneira de provar sua devoção, imitavam o traje costumeiro do ditador, constituído de uma jaqueta verde-escuro, calças de equitação, botas e chapéu.

O advento do culto também levou a uma série de renomeações: numerosas cidades, vilas e municípios tiveram seus nomes trocados em homenagem ao líder soviético. O Prêmio Stalin e o Prêmio Stalin da Paz também foram nomeados em sua homenagem, e ele aceitou vários títulos grandiloquentes (por exemplo, "Pai das Nações", "Construtor do Socialismo", "Arquiteto do Comunismo", "Líder da Humanidade Progressiva" e outros).
O culto atingiu novos níveis durante a Segunda Guerra Mundial, com o nome de Stalin incluído no novo hino nacional soviético.

## Stalin e a juventude
Uma maneira pela qual o culto a Stalin foi disseminado foi através do Komsomol, a Liga Comunista Leninista da Juventude de Toda a União, criado em 1918. As idades destes jovens iam desde 9 até 28 anos, tornando-o um instrumento propício para remodelar os membros e a ideologia da União Soviética. Este organização foi criada para transformar a geração seguinte no tipo de socialista que Stalin tinha em mente. Ser parte desta organização era benéfico aos participantes, pois eram favorecidos em detrimento de não membros quando nos momentos de conseguir bolsas de estudo e empregos. Assim como a maioria dos clubes de juventude, focavam-se na educação e saúde de seus membros, com esportes e atividades físicas. Também focavam-se no comportamento e caráter dos jovens. As crianças eram encorajadas a rejeitar todos que não incorporassem os valores de um socialista. Casos de mentiras e trapaças na escola resultavam em "julgamentos de sala de aula". Stalin queria que os melhores prevalecessem em sua visão da união Soviética do futuro, para isso pôs em prática um decreto que puniria a delinquência juvenil, garantindo que as "maçãs boas" fossem aquelas que criassem as condições para sua sociedade ideal.
Organizações como o Komsomol não eram as únicas influências nas crianças da época. Desenhos animados como The Strangers Voice de Ivan Ivanov-Vano, reforçavam a ideia de uma cultura soviética ao retratar o pensamento e os costumes estrangeiros como indesejados e estranhos. Crianças brincavam sua própria versões de "Polícia e Ladrão", chamada "Vermelhos e Brancos", com crianças brigando pelo papel dos principais líderes do partido como Stalin.

## Ilusão de apoio unânime
O culto à personalidade existia principalmente entre as massas soviéticas; não houve manifestação explícita entre os membros do Politburo e outros altos funcionários do Partido. No entanto, o medo de serem marginalizados fez com que os oposicionistas às vezes hesitassem em expressar honestamente seus pontos de vista. Essa atmosfera de autocensura criou a ilusão de apoio indiscutível do governo a Stalin, e esse apoio percebido alimentou ainda mais o culto à população soviética. O Politburo e o secretariado do Comintern (CEIC) também deram a impressão de serem unânimes nas suas decisões, embora frequentemente não fosse esse o caso. Muitos líderes de alto escalão do Politburo, como Jdanov e Kaganovich, às vezes discordavam de Stalin. Nem todas as propostas dele foram aprovadas, mas isso não foi divulgado para pessoas fora da liderança do partido. A liderança do partido discutiu e debateu várias alternativas, mas sempre se apresentou como monolítica para o mundo exterior para parecer mais forte, mais confiável e unificada. Entre a liderança, isso também era considerado uma prática leninista correta, uma vez que o princípio organizacional leninista do centralismo democrático fornecia "liberdade de debate", mas exigia "unidade de ação" após uma decisão ter sido tomada. A minoria sentiu que era seu dever submeter-se à vontade da maioria e o próprio Stalin praticou isso ao perder um voto.